# Martin Lauer

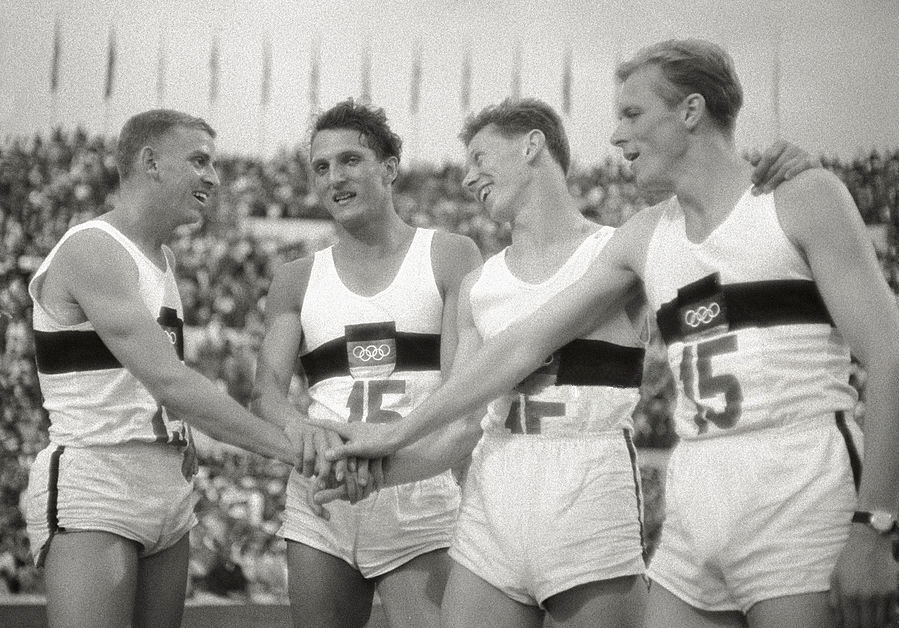
Martin Lauer (druhý zleva)

Martin Lauer (2. ledna 1937 Kolín nad Rýnem – 6. října 2019) byl německý atlet, překážkář, mistr Evropy v běhu na 110 metrů překážek z roku 1958.

## Sportovní kariéra
Byl všestranným atletem. Na olympiádě v Melbourne v roce 1956 obsadil čtvrté místo v běhu na 110 metrů překážek a skončil pátý v desetiboji. Na mistrovství Evropy v roce 1958 zvítězil v běhu na 110 metrů překážek. Dne 7. července téhož roku vytvořil světový rekord na této trati časem 13,2 s. Na olympiádě v Římě v roce 1960 byl finišmanem vítězné německé štafety na 4 x 100 metrů, v běhu na 110 metrů překážek doběhl čtvrtý. Krátce po olympiádě dostal otravu krve a musela mu být amputována levá noha. Později se stal sportovním novinářem.